# Gustavo Torres
Gustavo Adolfo Torres Grueso, mais conhecido como Gustavo Torres, (La Cumbre, 15 de junho de 1996), é um futebolista colombiano que atua como ponta-direita. Atualmente, joga pelo Deportivo Pasto.

## Carreira

### Universitario Popayán
No início, Gustavo Torres fazia parte do Boca Juniors de Cali, depois foi emprestado ao clube Universitario de Popayán em 2012, onde disputou os torneios nacionais da Categoría Primera B e da Copa da Colômbia. Em 22 de setembro de 2012 estreou com uma vitória por 2 a 1 sobre o Barranquilla FC. Em 18 de novembro, ele marcou seu primeiro gol profissional, dando à sua equipe uma vitória por 4 a 3 sobre o Alianza Petrolera.
Em 5 de maio de 2013, ele marcou seu primeiro gol do ano na derrota em casa por 2 a 4 para o Deportivo Pereira. Em 22 de maio, ele marcou um gol contra o Deportivo Cali no segundo tempo para o empate de 1 a 1 na Copa da Colômbia de 2013. Sua primeira dobradinha profissional foi feita por Cortuluá em um empate de três gols em 21 de julho.

### Deportes Quindío
Em 2014, o futebolista é transferido para o clube Deportes Quindío da Categoría Primera B. No dia 9 de fevereiro, estreou na vitória pelo mínimo sobre o Itagüí Leones. Seu primeiro gol foi marcado no dia 3 de novembro, em uma vitória por 1 a 0 sobre o Cúcuta Deportivo.
Seu primeiro gol em 2015 foi no dia 28 de fevereiro ao vencer por 1 a 0 contra o Tigres FC. A primeira dobradinha pelo clube foi no dia 1 de setembro, na vitória por 4 a 0 sobre o Deportivo Pereira. Em 1 de novembro, ele marcou seu último gol do ano em 4 a 0 sobre o Real Santander.
Em 22 de maio de 2016, ele marcou na vitória por 3 a 2 sobre o Orsomarso SC. Marcou uma dobradinha em 20 de novembro em uma vitória por 3 a 1 sobre o Real Cartagena.
Em seu primeiro jogo de 2017, ele marcou 2 a 1 sobre seu ex-time, a Universitario de Popayán, pois no dia 20 de fevereiro seguinte marcou o único gol da partida contra o Real Cartagena como visitante, sete dias depois marcou na vitória por 4 a 0 contra a Unión Magdalena completando três gols nas mesmas partidas. No dia 14 de abril, marcou os dois gols da vitória por 2 a 1 sobre o Deportivo Pereira pela Copa da Colômbia de 2017, voltou a marcar dois gols no dia 29 de maio contra o Orsomarso SC no empate de dois gols. No dia 5 de junho, em seu último jogo pelo clube, fez um gol no 2 a 1 contra o Real Santander onde foi eliminado nos pênaltis, completando cinco gols em linha.

### Atlético Nacional
Em junho de 2017, chegou ao Atlético Nacional, clube da Categoría Primera A da Colômbia. Ele fez sua estreia em 9 de julho como titular na vitória por 1 a 0 sobre o Independiente Santa Fe, no El Campín. No dia 17 de março ele marcou seu primeiro gol na partida por 2 a 0 contra o Deportivo Pasto. No dia 5 de abril, estreou-se em Libertadores na vitória por mínimas na Bolívia contra o Bolívar. Em 2 de maio, ele marca sua primeira dobradinha na vitória fora de casa contra o Deportivo Cali. Ele voltou a marcar uma dobradinha no dia 16 de setembro na vitória por 3 a 1 sobre o Envigado FC.

### San Lorenzo
Em 19 de dezembro de 2018, foi confirmado como um novo jogador pelo San Lorenzo da Argentina por empréstimo por um ano.

### Vasco da Gama
Em 28 de outubro de 2020, Gustavo Torres foi anunciado como o novo reforço do Vasco da Gama por um contrato de empréstimo até o final de 2021. Fez sua primeira partida com a camisa cruzmaltina em 8 de novembro, em uma derrota em casa para o Palmeiras por 1 a 0.

## Seleção nacional
Gustavo estreou no Sub-15 da Colômbia, onde disputou várias partidas e conquistou o Mundial Tahuichi Paz y Unidad em 2011, e foi vice-campeão da Copa América sub-15, torneio disputado em Venezuela.
Torres fez parte do Sub-17 da Colômbia, onde disputou diversos torneios internacionais, como a Chivas Cup, o Campeonato Sul-Americano de Futebol Sub-17 e um torneio realizado em Maracay, Venezuela. O jogador de futebol também jogou no Torneio Internacional de Toulon de 2014, na França, onde disputou quatro partidas.

## Títulos
Atlético Nacional
- Liga Águila: 2017
- Copa Colômbia: 2018